# Chris Soules
Christopher Douglas Soules (Arlington, Iowa, 6 de noviembre de 1981) más conocido como Chris Soules, es una personalidad de televisión y granjero, quien protagonizó la decimonovena temporada de The Bachelor de ABC. Obtuvo su papel de soltero convirtiéndose en un favorito de los fanáticos durante su tiempo en la décima temporada de The Bachelorette con Andi Dorfman, donde ocupó el tercer lugar. Él también apareció en Dancing with the Stars.

## Primeros años
Soules es un agricultor de cuarta generación en Arlington, Iowa. Aprendió a conducir un tractor antes de conducir un automóvil a una edad temprana. En Starmont High School, Soules estuvo involucrado en fútbol, atletismo y la Organización Nacional FFA. Cuando estaba en el último año, el equipo de fútbol de la Preparatoria Starmont fue subcampeón en el campeonato estatal. Se graduó en 2000. Soules se graduó de la Universidad Estatal de Iowa con una especialización en Ingeniería agrícola.

## Programas de televisión

### The Bachelorette
Soules apareció por primera vez en la temporada de The Bachelorette. de Andi Dorfman. Terminó en el tercer lugar después de haber confesado su amor a Andi. Chris comenzó lentamente, pero pronto se convirtió en el principal candidato para el corazón de Andi cuando recibió su primer beso de la temporada. El beso ocurrió en el episodio 2 durante su cita uno-a-uno en el Hipódromo de Santa Anita. Mientras disfrutaba de la tarde, Chris le abrió a Andi su historia, admitiendo que anteriormente estaba comprometido. Chris llegó a la fecha de la ciudad natal en el episodio 8, presentando a Andi a su vida en la granja en Iowa. La pareja montó su tractor y disfrutaron de un pícnic en los campos mientras un avión volaba con una pancarta que decía: «Chris ama a Andi». Pero a pesar de su química, Andi rompió las cosas con Chris durante el episodio de la suite de fantasía. Durante su último encuentro personal con él antes del final, Andi admitió a Chris que estaba luchando con la idea de vivir en Iowa y que no quería que él tuviera que hacer sacrificios por ella. Chris le dijo que se estaba enamorando de ella, pero Andi terminó las cosas, diciéndole que la base de su relación simplemente no estaba allí. Aunque estaba desconsolado, Chris seguía siendo un caballero. Se fue después de decirle a Andi que la apreciaba y la respetaba.

### The Bachelor
Soules se convirtió en un favorito de los fanáticos en The Bachelorette y terminó como el soltero de la temporada 19. En el primer episodio, se reveló que Chris tendría un total de 30 mujeres para elegir, en lugar de las habituales 25. Soules propuso a Whitney Bischoff en el final de The Bachelor en el establo de su familia, cerca de Lamont. El 28 de mayo de 2015, la pareja anunció que habían cancelado su compromiso

### Dancing with the Stars
Después de The Bachelor, Soules se convirtió en un concursante en el programa de ABC, Dancing with the Stars; su pareja de baile fue la campeona de la temporada 19, Witney Carson. Soules se convirtió en la celebridad número 12 y final en completar el elenco. A mitad de la competencia, Soules sufrió una lesión en la pantorrilla durante el ensayo de la semana de Disney. Soules fue eliminado en una doble eliminación, el 5 de mayo de 2015 (semana 8) y terminó en el 5° puesto.

### Worst Cooks in America: Celebrity Edition
En septiembre de 2015, Soules apareció en Worst Cooks in America: Celebrity Edition de Food Network, donde fue la tercera persona eliminada de un grupo original de siete.

## Vida personal
Soules reside en su ciudad natal de Arlington, donde pasa su tiempo cultivando su propia tierra y ayudando a su padre. Antes de su aparición en televisión, salió con su novia de la universidad, Sheena Schreck, y se comprometió con ella. Sin embargo, terminaron su relación antes de caminar por el pasillo. Después de su aparición en The Bachelor, se comprometió con Whitney Bischoff, residente de Chicago, Illinois de 29 años. La pareja rompió su compromiso poco después de su sexto aniversario.
En abril de 2017, Soules fue arrestado y acusado de abandonar la escena de un accidente de tráfico fatal en Aurora, Iowa.